# Susanne Meinl
Susanne Meinl (* 15. Februar 1964 in Grebenhain, Vogelsbergkreis) ist eine deutsche Historikerin.

## Leben
Meinl studierte Geschichte, Politikwissenschaft und Soziologie an der Justus-Liebig-Universität Gießen. Ihre Doktorarbeit schrieb sie am Lehrstuhl Hans Mommsen. Darin befasste sie sich mit dem (wenig erforschten) nationalkonservativen Widerstand gegen Adolf Hitler. 1997 wurde sie an der Ruhr-Universität Bochum zur Dr. phil. promoviert. Henning Köhler kritisierte die Arbeit wegen unkritischer und tendenziöser Quellenbenutzung.
Sie schrieb über die deutschen Nachrichtendienste von 1919 bis 1956. Am Fritz Bauer Institut (1998–2006) untersuchte sie die Rolle der Reichsfinanzverwaltung bei der Enteignung der Juden in Hessen und die Zwangsarbeit bei Friedrich Flick. Von 2009 bis Ende 2011 war sie am NS-Dokumentationszentrum in München tätig.
Seit ihrer Studentenzeit widmet sie sich auch der Regionalgeschichte ihrer Heimat, zum Beispiel der Geschichte der Juden in Wetzlar. In Gießen und im Landkreis Gießen berät sie Schulen bei Stolpersteinen. Für Frankfurt am Main arbeitet sie am Internetportal „Frankfurt 1933–1945“. 2014 veröffentlichte sie zusammen mit dem BND-Historiker Bodo Hechelhammer ein Buch über die Reichssiedlung Rudolf Heß.

## Werke
- Ein konservativer Revolutionär in der Weimarer Republik und im „Dritten Reich“ – eine politisch-biographische Skizze des Friedrich Wilhelm Heinz 1918 bis 1945. 1990. GoogleBooks
- Nationalsozialisten gegen Hitler. Die nationalrevolutionäre Opposition um Friedrich Wilhelm Heinz. Siedler, Berlin 2000, ISBN 978-3-88680-703-1.
- mit Irmtrud Wojak: Im Labyrinth der Schuld: Täter, Opfer, Ankläger. Campus-Verlag 2003.
- mit Irmtrud Wojak: Grenzenlose Vorurteile. Antisemitismus, Nationalismus und ethnische Konflikte in verschiedenen Kulturen. Campus-Verlag 2002. GoogleBooks
- mit Jutta Zwilling: Legalisierter Raub. Die Ausplünderung der Juden im Nationalsozialismus durch die Reichsfinanzverwaltung in Hessen. Campus-Verlag 2004. GoogleBooks.
- mit Joachim Schröder: „Einstellung zum demokratischen Staat: Bedenkenfrei“ Zur Frühgeschichte des Bayerischen Landesamtes für Verfassungsschutz (1949-1965). Bündnis 90/Die Grünen im Bayerischen Landtag (Hrsg.), München o. J. (2013). (PDF)
- mit Bodo Hechelhammer: Geheimobjekt Pullach. Von der NS-Mustersiedlung zur Zentrale des BND. Ch. Links Verlag, Berlin 2014, ISBN 978-3-86153-792-2.
- Pullacher Lebenswege. Geschichte der antisemitisch verfolgten Bevölkerung. Pullacher Schriftenreihe. München 2018, ISBN 978-3-9820141-8-0